# Zeche Erbenbank
Die Zeche Erbenbank war ein Steinkohlenbergwerk in Kettwig-Umstand, heute zu Essen. Die Zeche Erbenbank gehörte zu den Gründungsmitgliedern des Vereins für Bergbauliche Interessen.

## Geschichte

### Die Anfänge
Bereits um 1757 fand hier schon Kohlenabbau statt, allerdings wurde hierfür erst am 1. Dezember 1797 eine Abbauerlaubnis durch den Abt von Werden erteilt. Im Jahr 1802 wurde damit begonnen, einen tonnlägigen Schacht zu teufen. Im Jahr 1804 ging der Abbau am Schacht Anton um. Im Jahr 1809 waren die Schächte 5 und 6 in Betrieb und 1815 ging der Schacht Wilhelm in Betrieb. Zwischen dem 10. und 31. März 1815 wurde ein Längenfeld auf ein Schurfflöz verliehen, das Bergwerk war in diesem Jahr nachweislich in Betrieb. Im Jahr 1820 wurde am Schacht Wilhelm abgebaut. Am 8. Juni und am 24. Juli wurde das Längenfeld Erbenbank Fortsetzung verliehen. Im Jahr 1825 waren die Schächte Ausbeute und Heinich in Betrieb.

### Die weiteren Jahre
Im Jahr 1842 war das Bergwerk vermutlich gestundet (außer Betrieb), da es in den Bergamtsunterlagen nicht genannt wird. Am 14. April 1847 erfolgte die Verleihung des Längenfeldes Erbenbank, später wurden die 3 Längenfelder als Geviertfelder neu verliehen. Im Jahr 1857 wurde aus dem Ruhrtal ein tiefer Hauptstollen unterhalb von Kettwig im Bereich am Möhlenkamp angesetzt. Der Stollen erreichte am 31. März des darauffolgenden Jahres eine Länge von 36 Lachtern. Der Stollen wurde auch im Jahr 1860 weiter vorgetrieben. Im Jahr 1861 wurde das Grubenfeld ausgerichtet, jedoch noch nicht gefördert. Im Jahr 1863 erreicht der Stollen eine Länge von 417½ Lachtern, es wurde allerdings noch kein Flöz angefahren. Das Bergwerk gehörte zu dieser Zeit zum Bergrevier Kettwig. Im Jahr 1865 war der Stollen ab Stollenmundloch 463 Lachter lang. Mit dem tiefen Hauptstollen wurde bei dieser Auffahrungslänge das Schurfflöz angefahren.
Im Jahr 1870 wurde das Bergwerk in Fristen gesetzt. Im Jahr 1879 erfolgte kein Abbau, die Berechtsame umfasste 4 Geviertfelder. Am 9. Januar des Jahres 1886 stürzte der Stollen in der unteren Hälfte ein, dadurch wurden vier Bergleute Untertage eingeschlossen. Da der Stollen aufgrund Steinnachfall nicht aufgewältigt werden konnte, wurden die eingeschlossenen Bergleute über einen Luftschacht gerettet. Im Jahr 1887 war das Bergwerk in Betrieb und hatte einen Schacht mit einer Teufe von 65 Metern und einen kombinierten Förder- und Wasserlösungsstollen zur Ruhr. Im Jahr 1889 wurde der Abbau weitgehend eingestellt und nur noch zu wissenschaftlichen Zwecken weiterbetrieben. Im Jahr 1893 war das Bergwerk außer Betrieb und im darauffolgenden Jahr wurde noch einmal gefördert, danach wurde die Zeche Erbenbank endgültig stillgelegt. Im Jahr 1897 wurde die Berechtsame zunächst durch die Zeche Grünewald, später dann durch die Zeche Langenbrahm erworben.

## Förderung und Belegschaft
Die ersten Belegschaftszahlen stammen aus dem Jahr 1830, damals waren neun Bergleute auf dem Bergwerk angelegt. Die ersten Förderzahlen stammen aus dem Jahr 1834, es wurde mit zehn Bergleuten 23.805 Scheffel Steinkohle abgebaut. Im Jahr 1836 wurden 5294½ preußische Tonnen Steinkohle gefördert. Im Jahr 1840 stieg die Förderung auf 7342 7/8 preußische Tonnen Steinkohle an. Im Jahr 1852 waren zwölf Bergleute und 1858 neun Bergleute auf dem Bergwerk beschäftigt. Im Jahr 1867 wurde mit fünf Bergleuten 60 Tonnen Steinkohle gefördert. Im Jahr 1871 leichter Förderanstieg auf 295 Tonnen, diese Förderung wurde mit sieben Bergleuten erbracht. 
Im Jahr 1873 erneuter Förderanstieg auf 818 Tonnen, diese Förderung wurde mit zehn Bergleuten erbracht. 1876 sank die Förderung auf 314 Tonnen, die Förderung wurde mit 6 Bergleuten erbracht. Im Jahr 1878 erneuter Fördereinbruch auf nur noch 76 Tonnen Steinkohle, es waren sieben Bergleute auf dem Bergwerk beschäftigt. Im Jahr 1881 wurden mit fünf Bergleuten 323 Tonnen Steinkohlen gefördert. 1885 sank die Förderung auf 280 Tonnen Steinkohle, es waren sechs Bergleute auf dem Bergwerk beschäftigt. Im Jahr 1890 mit 7 Tonnen Steinkohle absoluter Tiefststand der Förderung, die Förderung wurde von zwei Bergleuten erbracht. Die letzten bekannten Belegschaftszahlen stammen aus dem Jahr 1892, damals war nur noch ein Bergmann auf dem Bergwerk beschäftigt, der eine Förderung von 28 Tonnen erbrachte. Die letzten bekannten Förderzahlen des Bergwerks stammen aus dem Jahr 1894, es wurden 30 Tonnen Steinkohle gefördert.